# Heterogonium
Heterogonium es un género de helechos perteneciente a la familia Tectariaceae.

## Especies
- Heterogonium austrosinense (H. Christ) Tagawa
- Heterogonium giganteum (Blume) Holttum
- Heterogonium gurupahense (C. Chr.) Holttum
- Heterogonium nieuwenhuisii (Racib.) C. Chr.
- Heterogonium obscurum (Hook.) Holttum
- Heterogonium pinnatum (Copel.) Holttum
- Heterogonium profereoides (H. Christ) Copel.
- Heterogonium sagenioides (Mett.) Holttum
- Heterogonium saxicola (Blume) Holttum
- Heterogonium stenosemioides (Baker) C. Chr.
- Heterogonium subaequale (Rosenst.) Holttum
- Heterogonium teijsmannianum (Baker) Holttum
- Heterogonium wenzelii (Copel.) Holttum
- Heterogonium wigmanii (Racib.) Holttum